# Autopista Radial 5
Die Autopista Radial R-5 oder R-5 ist eine Autobahn in Spanien. Die Autobahn beginnt in Madrid und endet in Navalcarnero A-5.

## Größere Städte an der Autobahn
- Madrid
- Navalcarnero